# Manuel Faus Pujol
Manuel Faus i Pujol (Saragossa, 1943) és un notari i jurista català fill de Lluis Faus i Esteve i Nuria Pujol i Oliva. És membre d'una familia de juristes catalans (el seu avi era el Notari Josep Faus i Condomines i el seu tiet Ramon Faus i Esteve). Va néixer a Saragossa on treballava el seu pare, enginyer industrial. Va estudiar Dret a la Universitat de Saragossa on es va llicenciar amb matrícula d'honor. Va estudiar Notaries a Saragossa i fou també a l'Aragó on va començar a exercir la professió l'any 1969 a la població d'Almudévar (Osca). L'any 1974 es va traslladar a Olot, on ha treballat com a Notari durant gairebé quaranta anys.
Jurista especialitzat en Dret Civil i Mercantil, és autor de nombrosos llibres i articles a l'editorial jurídica en línia vLex.com, fundada pels seus dos fills Lluis Faus i Angel Faus. Va ser membre de la Junta del Col·legi de Notaris de Catalunya Arxivat 2014-12-18 a Wayback Machine.. També ha sigut un prolífic conferenciant, especialment en conferències de divulgació jurídica.
És President d'Integra, associació que atén persones amb discapacitat intel·lectual (l'antic Patronat Joan Sellas Cardelús), i Patró de la Fundació Sentit, vinculada a la Cooperativa La Fageda. També és Patró de la Fundació Hospital d'Olot i Comarcal de la Garrotxa i membre del seu Comitè Social i Comitè Territorial. Ha estat president fundador del Rotary Club d'Olot.
L'any 2013 la Generalitat de Catalunya li va concedir la medalla al treball President Francesc Macià en reconeixement de la seva carrera professional. Aquest mateix any va ser pregoner de les Festes del Tura d'Olot.